# Burgstall Oberschweinbach
Der Burgstall Oberschweinbach bezeichnet eine abgegangene spätmittelalterliche Niederungsburg bei 522 m ü. NHN in der Gemeinde Oberschweinbach im Landkreis Fürstenfeldbruck in Bayern. Die Anlage wird als Bodendenkmal unter der Aktennummer D-1-7732-0039 als „Burgstall des hohen oder späten Mittelalters“ geführt.

## Beschreibung
Die rautenförmige Anlage liegt im Nordosten von Oberschweinbach unterhalb der Kreisstraße und  800 m nordöstlich von Schloss  Spielberg. Die Seitenlängen der Anlage betragen ca. 80 m. Oberirdisch ist nichts mehr zu sehen, heute befindet sich hier ein Feld- und Wiesengrundstück.